# Алекса Ерски
Алекса Ерски (роден на 30 април 1997 г.) е сръбски спортист, шампион на Сърбия (7 пъти) и на България (2023 г.) по класическа борба. Той е победител в 4-тия сезон на „Игри на волята: България“.

## Спортна кариера
Ерски започва да тренира борба на 9-годишна възраст. Алекса е 7-кратен шампион на Сърбия по борба, където се състезава в клуб „Партизан“ – Белград. Участва на Световното първенство (2019 и 2021 г.) и Европейското първенство (2021) по класическа борба.
От януари 2023 г. тренира в мъжкия отбор на „Ботев 93“ – Враца и се състезава и в българското първенство. На Държавното първенство по класическа борба, провело се в Сливен през януари 2023 г., Алекса става републикански шампион на България до 72 кг, като стига до полуфиналите, без да даде точка, където се налага над Илия Мустаков с 4:1, а в решителната схватка надвива Петър Горняшки с 8:0.
През сезон 2022/2023 г. Алекса е играч на баскетболния отбор „Бом Бок 2“ от IV девизия на Националната аматьорска лига по баскетбол в България.

## Участие в риалити формати
През 2022 г. Ерски печели 4-тия сезон на „Игри на волята“, спечелвайки и наградата от 100 000 лева.
През септември 2023 г. участва в кулинарното риалити „Черешката на тортата“.
През ноември 2023 г. печели в кастинг битка правото за участие в All Stars сезона на „Игри на волята“.
През 2023 г. е съобщено, че Алекса и съпругата му Елица Янкова ще участват в сръбския риалити формат „Задруга“, сходен на „Биг Брадър“, който трае 10 месеца.

## Личен живот
На 18 юни 2023 г. Алекса Ерски сключва брак с Елица Янкова, бронзовата медалистка от Летните олимпийски игри през 2016 г.